# ميلاجريس جونسالفيس
ميلاجريس جونسالفيس (24 يناير 1987 في الهند - ) هو لاعب كرة قدم هندي في مركز الهجوم. لعب مع نادي ديمبو ونادي سالغاوكار ونادي مومباي لكرة القدم ونادي كيرلا بلاستيرز.

## وصلات خارجية
- ميلاجريس جونسالفيس على موقع قاعدة بيانات كرة القدم.إي يو (الإنجليزية)
- ميلاجريس جونسالفيس على موقع Soccerway.com (الإنجليزية)